# Ėmin Garibov
Ėmin Nadirovič Garibov (in russo Эмин Надирович Гарибов?; Mosca, 8 settembre 1990) è un ex ginnasta russo.

## Palmarès

### Europei
- 3 medaglie:
  - 2 ori (Montpellier 2012 nella sbarra; Mosca 2013 nella sbarra)
  - 1 argento (Montpellier 2012 a squadre)

### Universiadi
- 4 medaglie:
  - 3 ori (Kazan 2013 a squadre; Kazan 2013 nella sbarra; Kazan 2013 nelle parallele simmetriche)
  - 1 argento (Belgrado 2009 a squadre)